# Cases d'en Tarruell
Les Cases d'en Tarruell són dos edificis plurifamiliars de la Floresta, al municipi de Sant Cugat del Vallès (Vallès Occidental), que són protegits com a béns culturals d'interès local.

## Descripció
Són dos edificis de quatre pisos amb dos apartaments per pis, orientats cap al sud a la carena dels Porters. Les terrasses dels pisos tenen uns pòrtics majestuosos amb columnes dòriques. Consten de semisoterrani, planta baixa i tres pisos. Foren construïts al desnivell entre els carrers Casino i avinguda Tarruell. La projecció de la planta s'ha fet segons un esquema higiènic de ventilació transversal on les terrasses jugaven el paper d'espai a l'exterior en uns habitatges concebuts per a treballadors dins una zona de ciutat jardí. Terrasses de grans dimensions eren una innovació en habitatges econòmics.

## Història
Van ser construïts als anys 30 del segle xx per iniciativa en gran part del constructor Gaietà Tarruell que va urbanitzar aquesta part de la Floresta. Segons l'Arxiu Municipal del 7 de juliol de 1930, Tarruell sol·licità una llicencia d'obres que va ser aprovada a l'agost del mateix any. A l'any següent el mateix propietari tornà a demanar una llicencia d'obres que li fou concedida.
A la primeria del segle xx, les façanes de l'avinguda de Tarruell eren lleugerament degradades pel pas del temps. A més, els conductes i les canalitzacions de serveis les enlletgeixen.